# Johann Christian August Clarus
Johann Christian August Clarus (Buch am Forst, 5 novembre 1774 – Lipsia, 13 luglio 1854) è stato un anatomista e chirurgo tedesco.

## Biografia
Nel 1798 ottiene il dottorato di medicina presso l'Università di Lipsia, dove dal 1803 al 1820 fu professore associato di anatomia e chirurgia. Dal 1820 al 1848 fu professore di medicina presso il Jacobshospital di Lipsia. Nel 1840/41 fu nominato rettore universitario. Dal 1848 lavorò come medico privato.
Il 24 agosto 1821 fu chiamato a scrivere una relazione sulla condizione mentale di Johann Christian Woyzeck (1780-1824), protagonista di un caso di cronaca nera relativo all'omicidio della donna con la quale aveva una relazione.
Dopo aver incontrato Woyzeck, Clarus dichiarò che il vero assassino è lo stesso Woyzeck, nonostante il fatto che soffriva di allucinazioni. Più tardi, gli fu chiesto di scrivere una seconda relazione ma raggiunse la stessa conclusione.
Gli scritti di Clarus sullo stato mentale di Woyzeck furono pubblicati con il titolo "Die Zurechnungsfähigkeit des Morders Johann Christian Woyzeck" e successivamente utilizzati come punto di riferimento per l'opera teatrale Woyzeck di Georg Büchner.

## Opere
- Topographiae botanicae et entomologicae Lipsiensis, (con Christian Friedrich Schwägrichen), 1799.
- Der Krampf in pathologischer und therapeutischer Hinsicht, 1822.
- Die Zurechnungsfähigkeit des Morders Johann Christian Woyzeck, 1824.
- Beiträge zur Erkenntniss und Beurtheilung zweifelhafter Seelenzustände, 1828.[4][5]